# Gumercindo Calderón Cáceres
Gumercindo Calderón Cáceres fue un político peruano. 
Fue elegido diputado por la provincia de Huancayo en 1945 durante el gobierno de José Luis Bustamante y Rivero. Su mandato se vio interrumpido en 1948 tras el golpe de Estado dado por Manuel A. Odría.